# Quickborn-Verlag
Der Quickborn-Verlag ist ein Hamburger Verlag, der auf plattdeutsche Literatur spezialisiert ist.
Der Verlag wurde am 12. Oktober 1915 vom Verein Hamburger Quickborn mit dem Ziel der Förderung der plattdeutschen Literatur gegründet. Der Name nimmt Bezug auf einen Gedichtband von Klaus Groth.
Rudolf Kinau gehörte zu den Autoren des Verlages. Die Reihe der Quickborn-Hefte mit Klassikern der niederdeutschen Sprache ist ein bedeutender Teil des Verlages. Auch Hörbücher gehören zum Verlagsprogramm.
1989 wurde der Verlag H. Lühr & Dircks übernommen.

## Auszeichnungen
- 2020: Niederdeutscher Literaturpreis der Stadt Kappeln[1]
- 2024: Quickborn-Preis für das Verlegerpaar Gesche und Peer-Marten Scheller[2][3]

## Autoren
Gerd Bahr, 
Ines Barber, 
Hermann Bärthel, 
Hein Blomberg, 
Reimer Bull, 
Bolko Bullerdiek, 
Hartmut Cyriacks, 
Renate Delfs, 
Yared Dibaba, 
Heike Fedderke, 
Hans-Jürgen Forster, 
Uwe Friedrichsen, 
Reinhard Goltz, 
Claus Günther, 
Konrad Hansen, 
Irmgard Harder, 
Christa Heise-Batt, 
Rudolf Kinau, 
Beate Kiupel, 
Kerstin Kromminga, 
Boy Lornsen, 
Anja Meyfarth, 
Ina Müller, 
Peter Nissen, 
Dirk Römmer, 
Wolfgang Sieg, 
Fritz Specht, 
Gerd Spiekermann, 
Matthias Stührwoldt, 
Günter Timm, 
Jasper Vogt, 
Eddy Winkelmann, 
Rüdiger Wolff